# Tennsjöns naturreservat
Tennsjöns naturreservat är ett naturreservat i Älvdalens kommun i Dalarnas län.
Området är naturskyddat sedan 2024 och är 295 hektar stort. Reservatet ligger omkring och norr om Tennsjön nordost om Särna och består av gammal tallskog, myrkantsko0gar och våtmarker.